# 1990 Pilcher
1990 Pilcher је астероид главног астероидног појаса са средњом удаљеношћу од Сунца која износи 2,173 астрономских јединица (АЈ).
Апсолутна магнитуда астероида је 13,14.